# Phanoxyla aurifera
Phanoxyla aurifera är en fjärilsart som beskrevs av Butler 1875. Phanoxyla aurifera ingår i släktet Phanoxyla och familjen svärmare. Inga underarter finns listade i Catalogue of Life.